# Pete Morten
Pete Morten (Sandwell, 4 gennaio 1976) è un chitarrista, cantante e compositore britannico naturalizzato statunitense, noto soprattutto per la sua militanza nelle band Threshold e My Soliloquy.

## Biografia
Nato nel 1976, iniziò la sua attività nei primi anni novanta, suonando in varie band locali. Dopo l'uscita di Nick Midson dai Threshold venne chiamato dalla band in qualità di turnista, e divenne membro ufficiale della band sol nel 2012, in occasione dell'incisione dell'album March of Progress.  È anche leader della band My Soliloquy, nonché componente dei Nightmare World.

## Discografia (come musicista)

### Solista
- 2013 - Die Highlights

### Threshold
- 2012 – March of Progress
- 2014 – For the Journey
- 2017 – Legends of the Shires

### My Soliloquy
- 2013 – The Interpreter
- 2017 – Engines of Gravity
- 2022 – Fu3ion